# Буреке-султан
Буреке-султан (Берке) — сын хана узбекского ханства Йадгар-хана из династии Шибанидов в 1468—1469 годах.

## Приход к власти
Согласно В. В. Трепавлову, Йадгар был провозглашен ханом ещё при жизни Абу-л-Хайра в 1458 году усилиями сына Йадгара Буреке-султана и мангытского бия Мусы, который стал беклярбеком при Йадгаре. Власть Абу-л-Хайра была, видимо, ослаблена после его поражения ойратов в 1457 году, и он не смог справиться с альтернативным претендентом. Буреке-султан оказал поддержку Мусе в борьбе с его врагом Куджашем, сыном Гази. Совместными усилиями Куджаш был побеждён и убит, а его улус и семья стали добычей победителей.
Йадгар-хан скончался в 1468/69 г. вскоре после Абу-л-Хайра, и борьба за власть велась уже следующим поколением. Против наследника Абу-л-Хайра Шейх-Хайдара выступила широкая коалиция, в которой принял участие и Буреке-султан, хотя в этом движении он был не первой фигурой. В борьбе с Шейх-Хайдаром участвовали: казахский хан Жанибек, сибирский хан Ибак, ногайский бий Муса. Шейх-Хайдар в итоге был убит Ибаком, а власть перешла к казахскому хану Гирею.
Законный претендент на престол и потомок внук Абу-л-хайра Мухаммед Шейбани с небольшим отрядом откочевал на запад и с целью вернуть себе престол продолжал борьбу против своих врагов. Ему удалось напасть на ставку Ибака и убить его брата и сына. Также напал, разгромил и убил Буреке-султана, остатки улуса которого соединились с мангытами.
Потомки Буреке-султана правили в XVI веке в Хорезме: Ильбарс, Султан-Хаджи б. Балбарс, Хасанкули-хан и дети Аминека б. Йадгара — Суфиян-хан, Буджуга-хан и Аванеш-хан (Аванак).